# ASP.NET AJAX
ASP.NET AJAX – zbiór rozszerzeń do ASP.NET stworzony przez Microsoft do implementowania funkcjonalności Ajax. Jest rozpowszechniany pod licencją Microsoft Public License.

## Programy obsługujące Ajax
ASP.NET AJAX może działać pod następującymi przeglądarkami:
- Microsoft Internet Explorer (⩾ 6.0)
- Mozilla Firefox (⩾ 1.5)
- Opera (⩾ 9.0)
- Apple Safari (⩾ 2.0)
- Google Chrome